# Eumelea rosans
Eumelea rosans là một loài bướm đêm trong họ Geometridae.